# Martha Brooks
Martha Brooks (* 15. Juli 1944 in Ninette, Manitoba) ist eine kanadische Schriftstellerin und Jazzsängerin.
Martha Brooks zählt zu den bedeutendsten Jugendbuchautorinnen Kanadas.
Martha Brooks lebt in Winnipeg, wo sie an der Highschool Creative Writing lehrt.
2007 gewann sie den Vicky Metcalf Award.

## Werke

### Als Schriftstellerin
- A Hill for looking. 1982
- Paradise Cafe and Other Stories. 1990
- Two Moons in August. 1991 (dt. Der zweite Vollmond im August. 2000)

Shortlist Governor General’s Awards (Children’s literature) 1999
- Traveling on Into the Light: And Other Stories. 1994 (dt. Weiter ins Licht. Und andere Geschichten. 2000)
- I Met a Bully on the Hill. 1995 mit Maureen Hunter
- Andrew’s Tree. Theaterstück, 1996
- Bone Dance. 1997
- Being with Henry. 1999

Shortlist Governor General’s Awards (Children’s literature) 2000
McNally Robinson Book for Young People Award 1999
- True Confessions of a Heartless Girl. 2002 (dt. Wahre Geständnisse eines herzlosen Mädchens. 2004)

Governor General’s Awards (Children’s literature) 2002
ALA Best Books for Young Adults 2004
- Mistik Lake. 2007 (dt. Mistik Lake. 2008)

### Als Sängerin
- Change of Heart

Prairie Music Awards 2002: „Jazz Album of the Year“
- Simply